# Elton Cristo
Elton Cristo da Silva (Nova Iguaçu, 18 de dezembro de 1982),mais conhecido como Elton Cristo ou Elton do Amendoim, é um político brasileiro, filiado ao Progressistas. Em 2018, foi eleito segundo suplente de deputado estadual do Rio de Janeiro, para a 12.ª legislatura.
Assumiu o mandato após o licenciamento de Bruno Dauaire, e a renúncia de Renato Cozzolino.